# Zhoukou
Zhoukou (cinese: 周口; pinyin: Zhōukǒu) è una città con status di prefettura della provincia dell'Henan, nella Cina centro-orientale.

## Geografia antropica

### Suddivisioni amministrative
La prefettura di Zhoukou è a sua volta divisa in 2 distretti (di cui una città-distretto) e 8 contee.
- Distretto di Chuanhui - 川汇区 Chuānhuì Qū ;
- città di Xiangcheng - 项城市 Xiàngchéng Shì ;
- Contea di Fugou - 扶沟县 Fúgōu Xiàn ;
- Contea di Xihua - 西华县 Xīhuá Xiàn ;
- Contea di Shangshui - 商水县 Shāngshuǐ Xiàn ;
- Contea di Taikang - 太康县 Tàikāng Xiàn ;
- Contea di Luyi - 鹿邑县 Lùyì Xiàn ;
- Contea di Dancheng - 郸城县 Dānchéng Xiàn ;
- Contea di Huaiyang - 淮阳县 Huáiyáng Xiàn ;
- Contea di Shenqiu - 沈丘县 Shěnqiū Xiàn.